# ويلفريد كابتوم
ويلفريد كابتوم (مواليد 7 يوليو 1996) هو لاعب كرة قدم كاميروني يلعب في مركز خط الوسط في نادي نيو إنغلاند ريفولوشن.